# Eduardo Mignogna
Eduardo Mignogna (Buenos Aires, 17 de agosto de 1940-Buenos Aires, 6 de octubre de 2006) fue un director de cine y televisión, dramaturgo, novelista y guionista argentino. Ganador de varios Premio Goya a la mejor película extranjera de habla hispana por: Sol de otoño (1996), El faro (1998) y La fuga (2001).

## Biografía
Tras una adolescencia dedicada al deporte y los estudios, en 1964 decide realizar un viaje a Europa en compañía de un amigo. Previamente había comenzado a trabajar en una agencia de publicidad, a la par que escribe textos variados y poemas. Se establece en Madrid donde trabaja esporádicamente, frecuenta tertulias literarias y traba amistad con diversas personalidades artísticas antirrégimen, conocidos escritores, poetas y artistas plásticos represaliados.
En 1965 ambos amigos se trasladan a Roma, habitando en el barrio cercano a Plaza Navona, y luego en el Trastevere. Comparten estancia con amigos argentinos e italianos, y artistas argentinos como el pintor Hugo Pereyra. Permanece en Italia viajando por el país realizando trabajos variados. Regresa a la Argentina en 1966. Mignogna volvió a trabajar en publicidad a principios de los años 1970, al mismo tiempo que iniciaba su obra literaria. En 1976 le otorgan el Premio Casa de las Américas por su obra Cuatro Casas, libro de cuentos inspirado en la dura vida rural al sur del país.
Posteriormente Mignogna recibió el Premio Marcha por el cuento La cola del cocodrilo. Con la escalada de amenazas y atentados de la Triple A a mediados de los años '70, hubo de exiliarse en 1975 a Sitges y luego a Milán. Volvió con su familia en 1981 y retomó su actividad publicitaria. Ya había colaborado con el cine como guionista junto a Lautaro Murúa para La Raulito II, pero en 1983 tuvo su primera oportunidad como director con Evita, quien quiera oír que oiga, que combinaba escenas documentales y entrevistas con la recreación actoral de la juventud de Eva Perón, toda una innovación para la tradición cinematográfica argentina.
Mignogna también dirigió miniseries documentales de problemática social en la televisión de su país, como la premiada dedicada a Horacio Quiroga y sus cuentos de la selva, o la dirigida a narrar las experiencias de los discapacitados.
Debido a su prematura muerte a la edad de 66 años, Mignona no pudo comenzar la filmación de su último proyecto, para el cual había escrito el guion: la película La Señal, de 2007. Como un homenaje a Mignona, la misma fue completada, dirigida y protagonizada por su amigo y frecuente colaborador Ricardo Darín, en su debut como director, junto a Martín Hodara.

## Filmografía
Director
- Evita, quien quiera oír que oiga, 1984.
- Flop, 1990, sobre el actor Florencio Parravicini.
- Sol de otoño, 1996.
- El faro, 1998.
- Adela, 2000.
- La fuga, 2001, basada en su novela homónima.
- Cleopatra, 2003.
- Cartoneros de Villa Itatí, 2003 (mediometraje).
- El viento, 2005.

Guionista
- El caso Matías  (1985)
- Matar al abuelito  (1993)
- La Señal  (2007)

## Televisión
- Ensayo, 2003.
- Lorca en el río de la plata, 1998.
- El beso del olvido, 1991 (telefilme).
- La salud de los ángeles I y II, 1988?
- La vivienda de los ángeles I y II, 1988?
- Horacio Quiroga: entre personas y personajes, 1987.
- Mocosos y chiflados, 1986.
- Misiones, su tierra y su gente, 1985?
- Desafío a la vida: Discapacitados, 1984.

## Obra literaria
- La señal, novela, 2002.
- La fuga, novela, 1999.
- Cuatrocasas; cuentos, 1976, premio Casa de las Américas.
- En la cola del cocodrilo, novela, 1971, premio Revista Marcha.

## Premios
- Premio Konex 2011 - Diploma al Mérito: Director de Cine (Post Mortem)
- Premio Konex 2001 - Diploma al Mérito: Director de Cine
- Premio Konex 1991 - Diploma al Mérito: Director de Televisión